# Орден Золотої шпори
Орден Золотої шпори (італ. Ordine dello Speron d'Oro o Milizia Aurata, лат. Ordo Militia Aurata) — папський лицарський орден, другий після Верховного ордена Христа в ієрархії.

## Історія
За деякими даними заснований 1539 року, проте є відомості про існування ордену зі схожою назвою й раніше. В 1841 орден був об'єднаний з Орденом Святого Сильвестра, проте 1905 року папою Пієм X був відновлений.
Орден вручається Папою Римським за принципом motu proprio (за власною ініціативою). Критерієм для нагородження претендента служить його значний внесок в справі поширення католицької віри або на славу Церкви. Нагороджений орденом здобуває лицарську гідність та спадкове дворянство.
У 1841 орден був поглинений орденом Святого Сильвестра і отримав найменування орден Святого Сильвестра і Золотої міліції. Але папа Пій X відновив орден у колишньому статусі 7 лютого 1905 року в ознаменування золотого ювілею догматичного визначення Непорочного зачаття, і віддав орден під покров Діви Марії.

## Кавалери ордена

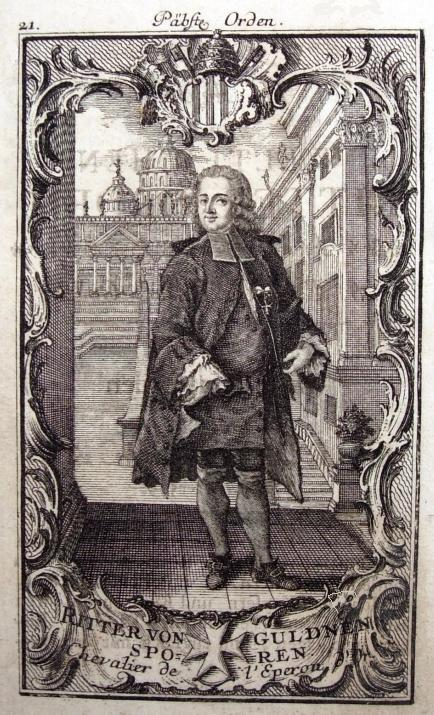
Лицар ордена Золотої шпори. Гравюра Якуба Андреаса Фрідріха, 1756 р.

Серед кавалерів ордену Золотої шпори:
- Рафаель Санті (1483—1520), художник
- Юлій Цезар Скалігер (1484—1558), італійський філософ
- Тіціан, італійський художник (1533)
- Баччо Бандінеллі (1493—1560), Карлом V
- Орландо ді Лассо (1532—1594), композитор, нагороджений папою Григорієм XIII
- Вентура Салімбені (1568—1613), художник і гравер
- Антоніо Латіні (1642—1692), керуючий кардинала Антоніо Барберіні, кардинал-племінник папи Урбана VIII
- Крістоф Віллібальд Глюк (1714—1787), німецький композитор
- Бартоломео Кавачеппі (бл. 1716—1799), італійський скульптор
- Джованні Галліна (1729—1805), танцівник і імпресаріо з Лондону 1760—1800
- Вольфганг Амадей Моцарт (1756—1791), композитор, нагороджений папою Климентом XIV
- Мохаммед Реза Пахлаві (1919—1980), правитель Ірану
- Жан, великий герцог Люксембурга (1921—2019), останній лицар